# 邢
邢（けい）は、周代に存在した諸侯国。周初、周公旦の第4子である姫苴が封じられたが、春秋時代に滅亡した。

## 概要
邢は小国であるが、麦方鼎や邢侯簋など、邢国に関する西周時代の重要な青銅器資料が出土しており、文献の不足を補っている。
邢は北方の国であり、しばしば異民族に襲われた。『春秋左氏伝』閔公元年から僖公元年の記事によると、中山（鮮虞）の攻撃を受けて邢はいったん崩壊し、斉などの助けを借りて紀元前659年に夷儀（現在の山東省聊城市東昌府区）に遷った。その後、紀元前635年には衛に滅ぼされた。